# José Mamede
José Aleixo Ferreira Mamede (Alcácer do Sal, 24 febbraio 1974) è un ex calciatore portoghese, di ruolo centrocampista.

## Biografia
Anche il figlio Tiago Ferreira, nato nel 2002 a Reggio Calabria (dove il padre giocava per la squadra locale), ha intrapreso la carriera da calciatore, facendo tutta la trafila delle giovanili dello Sporting CP.

## Carriera
Approdato nel mondo del professionismo con il Vitória Setúbal, nel 1996 Mamede arriva a disputare il massimo campionato portoghese con la maglia bianco-verde, che continua a difendere per altre quattro stagioni.
Nel 2000, Mamede viene ceduto alla Reggina, nella Serie A italiana, segnando anche una rete nella sua prima stagione in Calabria. A fine campionato, la squadra retrocede in Serie B: però, Mamede rimane anche fra i cadetti, contribuendo all'immediata risalita dei calabresi in A l'anno successivo.
Nel 2003, passa quindi al Messina, conquistando un'altra promozione in A, ma nelle stagioni successive viene impiegato molto meno frequentemente: anche per questo motivo, nel gennaio del 2006 Mamede decide di trasferirsi al Genoa, in Serie C1. A fine stagione, passa in prestito al Perugia, sempre nella stessa categoria.
Nell'estate del 2007, dopo essere ritornato a Genova, viene ceduto a titolo definitivo alla Salernitana. A luglio 2008, dopo una sola stagione nella costiera amalfitana, Mamede passa al Potenza, con cui però rescinde il contratto solo qualche mese dopo, annunciando la chiusura della propria carriera.

## Dopo il ritiro
Dall'ottobre del 2013, Mamede ricopre il ruolo di osservatore per il Genoa.

## Palmarès

### Club

#### Competizioni nazionali
- Serie C1: 1

Salernitana: 2007-2008